# Bobby Lee Trammell
Pour les articles homonymes, voir Trammell.
Bobby Lee Trammell est un chanteur de rock et de musique country et un politicien né le 31 janvier 1934 dans une petite ferme où l'on cultivait du coton à Jonesboro, Arkansas, aux États-Unis. Il a été juge de paix dans le comté de Craighead entre 1995-1996, 2006-2008 et membre de la chambre des représentants entre 1997-2002. Il avait deux enfants. Il est décédé le 20 février 2008 à l'âge de 74 ans à Jonesboro sa ville natale de l'Arkansas.

## Sa carrière musicale
Les parents de Bobby Lee Trammell jouant eux-mêmes avec des instruments l'ont initié dès son plus jeune âge à la musique. Dans les années 1950 et 1960 il devient une notoriété régionale, où il est surtout connu comme un musicien de rockabilly. En 1957, il fait la connaissance de Carl Perkins et de Johnny Cash. Carl lui propose de jouer avec son propre groupe et lui conseille d'aller voir Sam Phillips. Sur les conseils de Carl Perkins, il se rend à Memphis avec un enregistrement de démonstration sous les bras. Mais Sam est un homme trop occupé et ne désire pas le recevoir. Il lui demande de revenir dans deux ou trois semaines. N'étant pas décidé à attendre (ce qu'il regrettera plus tard) il part chercher du travail sur la côte ouest des États-Unis à Los Angeles. Il sera engagé chez Ford dans une chaine de montage de Long Beach, en Californie.
En dehors de son travail journalier Bobby Lee Trammel joue dans des boîtes de nuit. C'est là qu'il est repéré par Fabor Robinson propriétaire de plusieurs petits labels de disques, Fabor, Abbott et Radio Labels. Mais Fabor n'aura pas l'envergure, ni les moyens financiers pour lancer son poulain. On le connaît surtout pour des morceaux de rocks sauvages dont "Shirley Lee" (ABC 9890 en 1958) un pur classique du Rockabilly repris par Ricky Nelson. Il a surtout enregistré pour une série de petits labels entre 1960 et 1968 (Radio, Fabor, Warrior, Vaden, Atlanta, Alley, Alpha, Santo, Sims, Hot, etc.). Plus tard, il assiste comme chanteur lors du Jubilee Ballrom de Baldwin Park. Son jeu de scène est jugé trop exhibitionniste ce lui vaut quelque reproches, notamment du chanteur country Frank Tillman qui juge son comportement "comme dix fois plus vulgaire que Elvis Presley". Loin de se vexer, il prend cette boutade comme un compliment.
En dépit de son indéniable talent, Bobby Lee Trammell n'a jamais connut un grand succès aux États-Unis. On lui reprochait surtout son jeu de scène sauvage et les radios locales refusaient de passer ses morceaux. Il enregistra des sessions  au studio de Fabor avec James Burton à la guitare et James Kirkland à la basse où il compose Shirley Lee et I Sure Do Love You Baby avec seulement trois instruments. Le titre Shirley Lee loué à ABC Paramount se vend à plus de 250 000 exemplaires. Ricky Nelson reprendra ce titre sur son deuxième album.
En 1958, Bobby Lee Trammel enregistre un deuxième single You Mostest Girl s'inspirant de Don't Be Cruel d'Elvis Presley, ce qu'il lui vaut un succès d'estime au niveau national. En raison de son jeu de scène excentrique, il n'a jamais figuré au Grand Ole Opry car il n'était pas considéré comme digne de confiance. Il était apparu au côté de Jerry Lee Lewis en cassant le piano et en lançant des verres depuis le comptoir.
En 1960, Trammel enregistra Woe, Woe Is Me écrit pour Dorsey Burnette. La station de radio KFWB refusa de passer sur les ondes le morceau chanté par Dorsey Burnette. Ce dernier demanda alors à Bobby Lee Trammel de le chanter pour lui. C'est au cours d'un enregistrement à la radio que Trammel laisse tomber volontairement ou non sa guitare au milieu des policiers chargés de surveiller son comportement. La police affirma que ce geste était volontaire et a condamné le chanteur à une amende de 250 dollars.
Il se produira en Europe dans les années 1980, puis il arrête ses tournées après s'être cassé le poignet en tombant d'un piano. Présenté comme Mr Rock'N'Roll from Arkansas au 22e Rock' & Roll Meeting de Eindhoven du 31 mars 1984 il fait l'objet d'une vive controverse.  Son titre le plus proche du rockabilly demeure "I Sure Do Love You Baby".

## Sa carrière politique
À partir de 1997, il se lance dans la politique dans l'Arkansas. Il est élu à la Chambre des Représentants. Il est mort le 20 février 2008 à l'âge de 74 ans à son domicile de Jonesboro (Arkansas).

## Discographie
Singles
Année 	Titre	Label
- 1957 	Shirley Lee / I Sure Do Love You Baby 	Fabor Records
- 1958 	Shirley Lee / I Sure Do Love You Baby 	ABC-Paramount
- 1958 	You Mostest Girl / Uh Oh 	Radio Records
- 1958 	My Susie J, My Susie Jane / Should I Make Amends 	Radio Records
- 1959 	Open Up Your Heart / Woe Is Me 	Warrior Records
- 1960 	Hi Ho Silver / Been A-Walking 	Vaden Records
- 1961 	You Mostest Girl / Uh Oh (als Bobby Lee) 	Skyla Records
- 1962 	Arkansas Twist / It’s All Your Fault 	Alley Records
- 1962 	Come On Baby / I Tried Not To Cry 	Alley Records
- 1962 	Sally Twist / Carolyn 	Atlanta Records
- 1962 	I Love ‘em All / Come On 	Atlanta Records
- 1963 	New Dance In France / Give Me That Good Lovin’ 	Atlanta Records
- 1963 	Mary Ann / I’ll Step Aside 	Atlanta Records
- 1964 	Hi-O Silver / Don’t You Know (I Love You) 	Santo Records
- 1964 	You Mostest Girl / Uh Oh 	Fabor Records
- 1964 	New Dance In France / Give Me That Good Lovin’ 	Atlanta Records
- 1964 	New Dance In France / Give Me That Good Lovin’ 	Sims Records
- 1964 	If You Don’t Wanna, You Don’t Have To / Come On and Love Me 	Sims Records
- 1964 	New Dance In France / Carolyn 	Sue Records
- 1964 	New Dance In France / Give Me That Good Lovin’ 	Sue Records
- 1964 	Tator / Just Let Me Love You One More Time 	Atlanta Records
- 1965 	Twenty-Four Ours / Just Let Me Love You One More Time 	Sims Records
- 1965 	I Tried / Am I Satisfying You? 	Sims Records
- 1965 	Long Tall Sally / Saints Go Marchin’ In 	Sims Records
- 1966 	I Need Love / You Gonna Want It Agin’ 	Alpha Records
- 1966 	Shimmy Lou / You Make Me Feel So Fine 	Hot Records
- 1966 	Betty Jean / Tollie Frollie 	Hot Records
- 1966 	Tator / Just Let Me Love You One More Time 	Hot Records
- 1966 	Shimmy Lou / You Make Me Feel So Fine 	Atlantic Records
- 1966 	I Couldn’t Believe My Eyes / What Is The World Coming To? 	Hot Records
- 1968 	I’m Cheating Again / Tomorrow or Today 	Country Records
- 1968 	What Is The World Coming To? / I Couldn’t Believe My Eyes 	Country Records
- 1969 	Proud Mary Is Rolling Hot Down The River To See The Bad Moon Rising / I Couldn’t Believe My Eyes 	Hot Records
- 1970 	I Dare America To Be Great / A Gift From God Through The Man From Marion County 	Souncot Records
- 1970 	24 Hours a Day / I Lost The Girl I Loved Tonight 	Souncot Records
- 1970 	You Mostest Girl / Whole Lotta Shakin’ Goin’ On 	Souncot Records
- 1971 	My Shoes Keep Walkin’ Back To You / Let’s Wash The World and Make It Clean 	Souncot Records
- 1971 	Don’t Let The Stars Get In Your Eyes / Sheila 	Souncot Records
- 1971 	You Were Worth The Wait / Wadin’ In The Water 	Souncot Records
- 1972 	Love Isn’t All (Till You Give It Away) / Tell Me That You Want Me 	Souncot Records
- 1973 	You Mostest Girl / You Stand A Chance Of Losing What You’ve Got 	Capitol Records
- 1973 	Love Don’t Let Me Down / I Couldn’t Belive My Eyes 	Capitol Records
- 1974 	Marion County Tradition / The Warmth Of Your Love 	Cinnamon Records
- 1977 	Jenny Lee / It’s All Your Fault Sun International

Albums
- 1962: Arkansas Twist (ATLANTA LP)
- 1970: I Dare America To Be Great (SOUNCOT LP)
- 1972: Love Isn’t All ‘Till You Give It Away (SOUNCOT LP)
- 1973: His Very Best Rockin’ Records
- 1978: Arkansas Twist
- 1983: I Tribute To My Mother – All Mothers
- 1983: Arkansas Twist
- 1984: Bobby Lee Trammell
- 1984: Toolie Frollie
- 1993: Arkansas Twist
- 1995: You Mostest Girl (Bear Family)
- 2001: Arkansas Twist (Buffalo Bop D)